# Messehalle Kaohsiung
Die Messehalle Kaohsiung (chinesisch 高雄展覽館, Pinyin Gāoxióng Zhǎnlǎn Guǎn, englisch Kaohsiung Exhibition Center, Pe̍h-ōe-jī Ko-hiông Tián-lám-koán, KEC) befindet sich in der Asia New Bay Area des Bezirks Qianzhen der taiwanischen Stadt Kaohsiung. Die Fläche beträgt 45.000 Quadratmeter. Das Wirtschaftsministerium von Taiwan hat 3,68 Milliarden NTD in die Messehalle Kaohsiung investiert. Die erste Ausstellung war die 3. Taiwan International Fastener Show, die am 14. April 2014 stattfand.

## Ziele
Durch internationale Ausstellungen hofft die Stadtregierung, dass sich Kaohsiung mit seiner lokalen Industrie-Charakteristik in eine internationale Ausstellungsstadt entwickeln kann. Dadurch sollen die Wirtschaft von Kaohsiung angekurbelt, die Steuereinnahmen erhöht und die Arbeitschancen vermehrt werden. Die Messehalle Kaohsiung ist ein OT-Projekt. Zurzeit wird sie von dem deutschen Unternehmen Uniplan GmbH & Co. KG betrieben. Zu Beginn hat Uniplan 250 Millionen NTD investiert und man hofft, dass man während der 12,5 Jahre Laufzeit Einnahmen von 3,4 Milliarden NTD erreichen kann.

## Messegelände
Die Ausstellungsfläche der Messehalle Kaohsiung ist in Nordhalle und Südhalle unterteilt. Die Größe der Südhalle beträgt 9.100 Quadratmeter und bietet Platz für 520 Messestände. Die Größe der Nordhalle beträgt 8.800 Quadratmeter und bietet Platz für 504 Messestände. Dazwischen liegt ein langer Korridor, der die Halle teilt. Im zweiten Stock gibt es unterschiedliche Tagungsräume für verschiedene Konferenzen. Der größte Raum kann ca. 2.000 Personen aufnehmen. Neben den Tagungsräumen gibt es Technikräume, Aufenthaltsräume, VIP-Räume und Mediencenter. Neben einer Innenausstellungsfläche gibt es eine Veranstaltungsfläche am Wasser, um den Bedürfnissen für verschiedene Ausstellungen gerecht zu werden. Die Außenausstellungsfläche erstreckt sich bis zum Hafen.

## Konstruktion

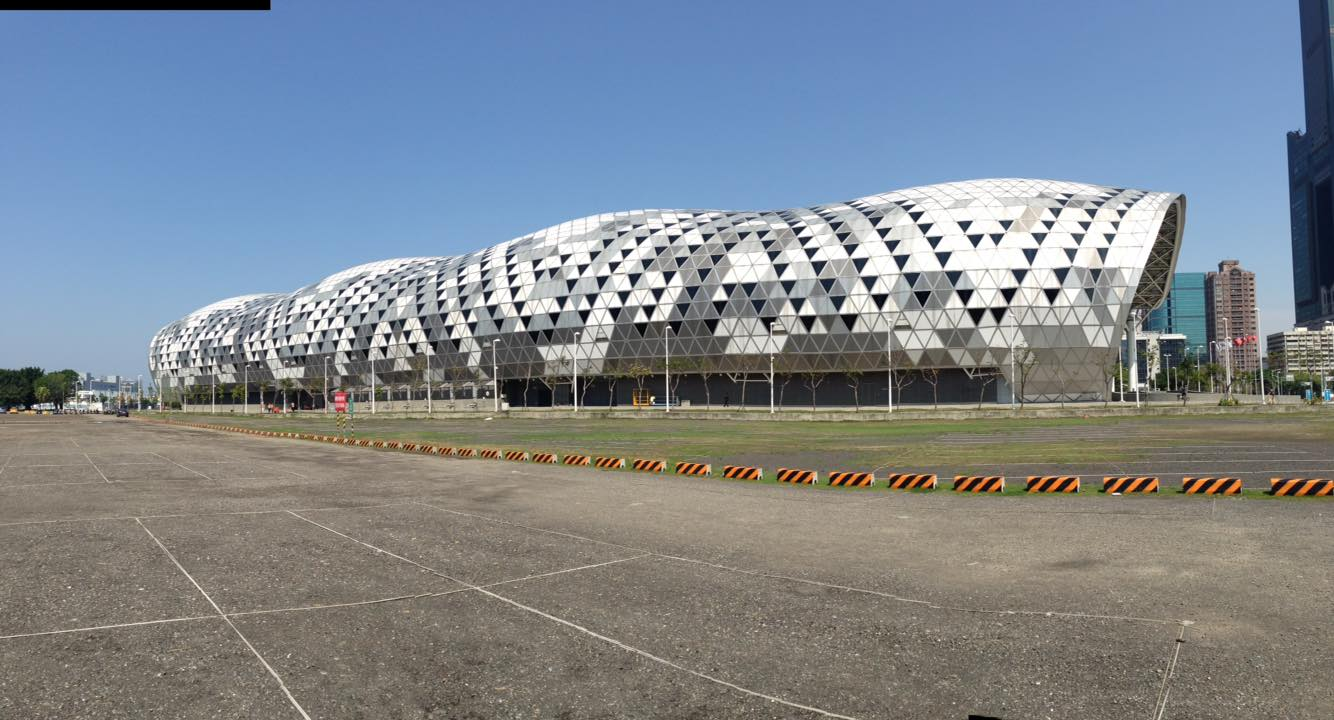
Das Aussehen der Messehalle Kaohsiung

Bei der Architektur der Messehalle Kaohsiung wurde Umweltfreundlichkeit als Hauptkriterium herangezogen. Die Messehalle Kaohsiung nutzt den Kamineffekt zur Belüftung und Kühlung von Gebäuden und dadurch wird der Stromverbrauch stark reduziert. Das Dach des Gebäudes wurde wie eine Welle konstruiert und die Vorhangfassade besteht aus 16.000 Aluminiumprofilen. Die LED-Beleuchtungskörper auf dem Dach leuchten im Dunkeln wie eine Welle. In der 27 Meter hohen, 182 Meter langen und 50 Meter breiten Südhalle gibt es keine Säulen. Mit einer Bodenbelastbarkeit von 5 Tonnen/Quadratmeter gilt die Messehalle Kaohsiung als einziger Ausstellungsraum in Taiwan, in dem sehr große, schwere Gegenstände ausgestellt werden können.

## Ausstellungen
Für die Messehalle Kaohsiung sind die Taiwan International Boat Show und die Taiwan International Fastener Show besonders bedeutend. Die Taiwan International Boat Show hat im Jahr 2016 rund 70.000 Besucher angezogen.

## Auszeichnungen
Die Messehalle Kaohsiung erhielt diverse Auszeichnungen:
| Jahr | Kategorie |
| ---- | --- |
| 2011 | 第19屆中華建築金石獎(優良公共建設類 -規劃設計組-首獎) Chinese Architectural Golden Stone Award Excellent Public Construction-First Prize |
| 2012 | 國家卓越建設獎(最佳規劃設計獎-卓越獎) FIABCI-Taiwan Real Estate Excellence Award Planning and Design-Excellence Award                    |
| 2013 | 國際宜居城市獎(建築專案類金獎) LivCom Awards Projects Built-Gold Award                                                                   |
| 2013 | 第21屆建築園冶獎(公共建築景觀類) Yuan-Yie Awarding Public Buildings Landscape Award                                                      |
| 2014 | 國家卓越建設獎(最佳施工品質類-卓越獎) FIABCI-Taiwan Real Estate Excellence Award Quality Award                                           |
| 2014 | 工程優良獎 2014 Outstanding Construction Award                                                                                           |
| 2014 | 台灣優良智慧綠建築代表 Taiwan’s Excellent Intelligent Green Building                                                                     |
| 2014 | 高雄市友善建築 Kaohsiung City Friendly Building                                                                                          |
| 2014 | 高雄市無障礙友善環境評選活動-友善認證標章 Kaohsiung City Barrier Free Environment Certificate                                            |
| 2014 | 內政部友善展演所 The Interior Ministry Friendly Buildings Awards Friendly Performance Venue Award                                        |
| 2015 | 第13屆民間參與公共建設金擘獎-佳等獎 Eminent Contribution Awards for PPIPs                                                                |
| 2015 | 國家建築金獎 National Golden Award for Architecture                                                                                      |

## Nahverkehr
Bei der KMRT-Station R8 San Duo Shopping District aussteigen, dann Buslinie R21 nehmen oder vom Ausgang 2 direkt zu Fuß zur Messehalle Kaohsiung gehen (ca. 10 Minuten).
Mit den Buslinien 168 und R21 ist die Messehalle Kaohsiung direkt erreichbar. Die Buslinie 168 ist an die KMRT-Stationen (R14, R13, O7, O4) und LRT-Stationen (Light Rail Transit C1, C2, C3, C4) angebunden. Bei KMRT-Stationen (O10, O9, O8, R8) gibt es Haltestellen der Buslinie R21.